# 賴丹 (馬涅維奇區)
51°17′42″N 25°16′25″E / 51.29500°N 25.27361°E
賴丹（烏克蘭語：Майдан）是烏克蘭西部的村莊，隸屬沃倫州的卡明-卡希爾斯基區。該村面積0.41平方公里，海拔高度161米，2001年人口183，人口密度每平方公里4.5人。